# ALL TIME BEST ALBUM II
『ALL TIME BEST ALBUM II』（オール・タイム・ベスト・アルバム・ツー）は矢沢永吉のベスト・アルバム。2015年7月1日発売。

## 解説
前作『ALL TIME BEST ALBUM』に続き、CBS・ソニー在籍時の音源も含まれたオール・タイム・ベスト・アルバム第2弾。全曲リマスタリング。当初、矢沢は本作を出すつもりが無く、ファンの声に後押しされ作ったと述べている。自身のバンド「Z's」において、2015年時点で唯一のオリジナル曲である「What Do You Want?」を収録。

## 収録曲
全作曲：矢沢永吉

### Disc.1
1. セクシー・キャット[3]
作詞：相沢行夫
2. ライフ・イズ・ウェイン[3]
作詞：西岡恭蔵
3. 恋の列車はリバプール発
作詞：相沢行夫
4. 安物の時計
作詞：松本隆
5. DIAMOND MOON
作詞：西岡恭蔵
6. 苦い涙
作詞：山川啓介
7. ディスコティック
作詞：相沢行夫
8. あ・い・つ
作詞：西岡恭蔵
9. 世話がやけるぜ[3]
作詞：木原敏雄
10. LOVE THAT WAS LOST
作詞：Bobby Lakind / Paul Barrere
11. 夏のフォトグラフ[4]
作詞：西岡恭蔵
12. 灯台
作詞：せきけんじ
13. GET UP
作詞：ちあき哲也
14. ニューグランドホテル
作詞：大津あきら

### Disc.2
1. TAKE IT TIME
作詞：ちあき哲也
2. MARIA
作詞：高橋研
3. WITHOUT YOU
作詞：ちあき哲也
4. AZABU
作詞：売野雅勇
5. 青空
作詞：売野雅勇
6. ワン・ナイト・ショー[4]
作詞：糸井重里
7. Rolling Night
作詞：西岡恭蔵
8. Let's Make Love Tonight
作詞：ちあき哲也
9. So Long
作詞：西岡恭蔵
10. Sweet Rock'n'Roll
作詞：小鹿涼
11. いつの日か
作詞：秋元康
12. ガラスの街[3]
作詞：木原敏雄
13. Anytime Woman
作詞：松本隆
14. 最後の約束
作詞：相沢行夫

### Disc.3
1. BIG BEAT
作詞：ちあき哲也
2. Wonderful Life
作詞：高橋研
3. LAHAINA
作詞：高橋研
4. トレジャー・ハンター
作詞：加藤ひさし
5. パンチドランカー
作詞：高橋研
6. 回転扉（ドア）
作詞：ちあき哲也
7. SEPTEMBER MOON
作詞：ちあき哲也
8. シーサイド#9001
作詞：ちあき哲也
9. JAMMIN' ALL NIGHT
作詞：小鹿涼
10. What Do You Want?
作詞：馬渕太成
11. 長い旅
作詞：山川啓介
12. 雨に打たれて
作詞：高橋研
13. 過ぎてゆくすべてに[4]
作詞：矢沢永吉